# Cuarta ofensiva de Hasaka
La Cuarta ofensiva de Al Hasakah fue el cuarto asalto del Estado Islámico sobre la gobernación homónima, y el segundo intento de capturar su capital. Tras un mes de combates, el EI fue expulsado una vez más de la urbe.

## Trasfondo
El 30 de mayo de 2015, tras colapsar en el oeste de la gobernación, las fuerzas del Estado Islámico lanzaron una ofensiva sobre las partes de la capital que se encontraban en manos del gobierno. Los kurdos se mantuvieron neutrales en el conflicto hasta el 6 de junio, luego de que el EI llegara a la entrada sur de la ciudad. Dos días después, los terroristas fueron expulsados de la ciudad, y el Ejército estableció una zona colchón de 12 km alrededor de la porción más austral de la urbe.

## Desarrollo

### Ofensiva y contraataque
El 23 de junio, tres o cuatro terroristas suicidas atacaron un complejo de seguridad del Ejército, un puesto de control cerca del Hospital de Niños, y una comisaría de las YPG en la parte kurda de la ciudad.
El 25 de junio, los terroristas volvieron a atacar Al Hasakah, tras detonar un coche bomba en un puesto de control al sur de la ciudad. El EI capturó los barrios de al-Shari'ah y Al Nashwa, así como la universidad y el Hospital de Niños. Horas después, el Ejército envió refuerzos para contrarrestar el avance de los terroristas, que detonaron un segundo coche bomba.
Al día siguiente, el EI se las arregló para entrar al sureste de la ciudad, y detonaron otros dos coches bomba en un cuartel de los servicios de seguridad, lo que resultó en la muerte de 20 soldados y la destrucción de buena parte del recinto.
El 27 de junio, las YPG estaban luchando dentro de su propio sector de la ciudad, mientras respaldaban a las fuerzas gubernamentales en al-Villat al-Homr, en las afueras del barrio de Ghuweran. Pese a la llegada de refuerzos de la Guardia Republicana, el EI avanzó aún más en Al Hasakah. 
El ejército lanzó un contraataque, luego de que 400 miembros de la Guardia Republicana fueran traídos dese Deir ez Zor, mientras que Asayish declaró un toque de queda en la ciudad. Tras esto, las fuerzas armadas habrían recapturado el sector de Al-Liliyah y el corredor oriental de Al-Nishwa.
El 28 de junio, los terroristas lograron nuevos avances: capturaron el estadio de Ghuweran, los distritos de Al Aziziyah y Al Ghazal, así como la cercana localidad de Tal Barak. Durante las siguientes 24 horas, el Ejército avanzó hacia Al Nashwa, tras llamar a refuerzos y, según informes, más tarde ese día capturaron Ghuweran. Al menos 12 soldados murieron al detonarse tres coches bomba, mientras que 9 terroristas perecieron en combate.
El 29 de junio, la televisión estatal anunció que las fuerzas gubernamentales capturaron Al Nashwa. Por su parte, el OSDH afirmó que, si bien el ejército se hizo con algunos sectores, la lucha continuaba en los alrededores. Esto fue más tarde confirmado por una fuente de seguridad desde Damasco. La agencia de noticias progubernamental Al Masdar anunció que las fuerzas sirias recapturaron el estadio de Ghuweran.
Durante los siguientes dos días, el ejército logró recapturar casi todas las áreas en manos de los terroristas. Asimismo, las YPG expulsaron al EI de Al-Aziziyah y se hicieron con las localidades de Maruf y Hamra, según informes.
El 1 de julio, nuevos refuerzos llegaron a la ciudad, y dos coches bomba fueron detonados, mientras el EI atacaba Ghuweran una vez más.
El 3 de julio, 11 soldados sirios fueron muertos o heridos al autodetonarse un terrorista suicida.
El 5 de julio, los elementos de las YPG que se encontraban al este del Monte Abdulaziz lanzaron una ofensiva hacia el este, capturando varias localidades que el EI había arrebatado al Ejército, en un intento por cortar la línea de aprovisionamiento de los terroristas hacia Al Hasakah. La coalición bombardeó dos puntos cerca de al ruta, en apoyo a las operaciones kurdas.
Para el 8 de julio, el Ejército habría asegurado el control del barrio de Al-Lailiyeh. Dos días después, el EI capturó la Facultad de Economía, en el sur de la ciudad, aunque las fuerzas gubernamentales lograron recuperar partes de la misma horas más tarde. Asimismo, también se reportó que habían ingresado al sureste de Al Nashwa.
El 10 de julio, los yihadistas capturaron una base en el barrio de Al-Zuhour, ya completamente asediando al Ejército en la prisión y la central eléctrica al sur de Al Hasakah. Al mismo tiempo, las YPG en el sur de Al-Harmalah avanzaron hasta el Puente Abyad, capturándolo y cortando así parte de una línea de abastecimiento EI en el sur de Al Nashwa.
El 13 de julio, el Estado Islámico capturó la prisión de Al-Ahdath, tras una semana de asedio. El combate se saldó con la muerte de 23 miembros de la FDN, más 11 desaparecidos, mientras que 37 soldados consiguieron regresar a áreas controladas por el gobierno.
El 14 de julio, el Ejército anunció que había completado la primera fase de operaciones militares en Al Hasakah, y que habían dado inicio a la segunda. La primera consistía en detener el avance de los terroristas en la ciudad. El propósito de la segunda era recapturar el oeste de Al Nishwa, así como el resto de Al-Zuhour. Una vez finalizado esto, avanzarían hasta las localidades alrededor de Al Hasakah para crear una zona colchón, y prevenir la entrada de más terroristas.

### El EI es rodeado y asediado
El 17 de julio, las YPG capturaron la prisión y la central eléctrica, con lo cual, los 1.200 terroristas que aún se hallaban dentro de la ciudad quedaron rodeados. Al día siguiente, el Ejército comenzó a bombardear varios puntos en el este y suroeste de la urbe, por donde los terroristas intentaban abrir otra línea de aprovisionamiento. El 20 de julio, el Ejército expulsó al EI de Ghuweran.
El 21 de julio, el OSDH reportó que 13 terroristas habían muerto a causa de los bombardeos realizados por el Ejército. Simultáneamente, las YPG capturaron Al-Watwatiyah y la zona rural al norte de Tal Tanaynir, así como algunas granjas al norte de Bab al-Khayr. Las FDN y Gozarto también lograron algunos avances, haciéndose con tres edificios en el barrio de Al-Shari’ah.
Para el 23 de julio, buena parte de la ciudad se hallaba bajo control kurdo, habiendo éstos recapturado no sólo sus propias áreas, sino también aquellas que anteriormente estaban bajo control sirio. Ese mismo día, las YPG avanzaron hasta Al-Melbiyyeh y ocuparon partes del oeste de Al-Nashwa. Por otro lado, el Ejército avanzó en Ghuweran, y hacia el final del día, el EI se había retirado al barrio de Shari'ah mientras las YPG y el Ejército hicieron nuevos avances. Asimismo, se registró la muerte de tres soldados en los combates en Ghuweran. El 24 de julio, se reportó que la cúpula del EI en Al Shaddadi había descartado la posibilidad de rescatar a los terroristas atrapados en al Hasakah, luego de que dos atentados con coches bomba fuesen frustrados por las YPG en Al-Dawudiyah y Al-Salaliah.
El 25 de julio, los kurdos y sus aliados capturaron Al Nashwa, partes de Shari'ah, y llegaron hasta la calle Filastin. Se reportó que un teniente coronel sirio había muerto en una lucha interna entre kurdos y leales al gobierno de Al Assad. Por otro lado, inmerso en cruentos combates contra los terroristas, el Ejército avanzó en los alrededores de la Ciudad del Deporte. Al día siguiente, el OSDH reportó que las fuerzas armadas habían logrado aislar a los terroristas que luchaban contra las YPG en Al Nashwa, de aquellos que lo hacían contra el propio ejército en Al Zohor, al sur de la ciudad. A su vez, cientos de civiles que habían huido de Al Hasakah al inicio de la ofensiva comenzaron a retornar a sus hogares.
En este punto, el Estado Islámico controlaba el 10% de Al Hasakah, el Ejército el 20%, y lo restante se hallaba en manos kurdas. Más tarde, el OSDH afirmó que la derrota yihadista era inminente, puesto que su presencia se había reducido a un bolsillo en Al Zohor.
El 28 de julio, se reportó que el EI había sido derrotado, luego de que las fuerzas sirias y kurdas capturaran Al Zohor, tras matar a 31 terroristas. Algunos yihadistas quedaron cercados en el oeste de Al Nashwa. Más tarde, el EI fue finalmente expulsado de Al Zohor, y sus posiciones más cercanas fueron empujadas hacia afuera de Al Hasakah. El 29 de julio, la coalición realizó dos ataques aéreos sobre Al Hasakah.
Para el 30 de julio, el Estado Islámico aún poseía dos reductos en la entrada sur de la ciudad. Los terroristas intentaron atrincherarse en algunos edificios, pero fueron objeto de varios asaltos; 20 terroristas fueron muertos en combates contra las YPG. A los yihadistas restantes se les dio un ultimátum: rendirse o morir. Mientras tanto, un ataque del EI mató a cinco soldados e hirió a otros ocho. El 31 de julio, el Ejército logró aún más avances contra el EI, y se registraron las muertes de 4 milicianos kurdos y 5 terroristas.
Los combates continuaron en el sur de la ciudad hasta las primeras horas del 1 de agosto. Por la tarde, las fuerzas aliadas terminaron de asegurar Al Zohor.

## Consecuencias
El 3 de agosto, luego de que las fuerzas gubernamentales confirmaran la expulsión del EI de Al Hasakah, comenzaron las negociaciones entre el Ejército y las YPG sobre el reparto de territorio. Esa misma noche, durante un rastrillaje, las YPG capturaron una granja al norte de Rajman.
El 11 de agosto, la coalición bombardeó un edificio que albergaba una reunión del EI, matando a 50 yihadistas. Al día siguiente, el EI ejecutó públicamente a 90 de sus miembros por haber escapado del campo de batalla. El grupo terrorista calificó las deserciones como la causa principal de su derrota en Al Hasakah. Al día siguiente, se reportó que otros cuatro terroristas habían sido ejecutados por el propio EI, tras haber sido acusados de colaborar con la coalición internacional.